# Credo Mutwa
Vusamazulu Credo Mutwa (Natal, 21 de julio de 1921 -Kuruman, 25 de marzo de 2020), fue un escritor, ufólogo y escultor sudafricano.

## Trayectoria
Fue iniciado en la medicina y sabudiría tradicional zulú tras una prolongada enfermedad que no era curada por la medicina occidental. Fue conocido como autor de libros que se basan en la mitología africana, el folclore tradicional zulú y los encuentros extraterrestres.Fue entrevistado varias veces por David Icke, quien se refirió a Mutwa como "el hombre más sabio que haya conocido".

Mutwa fue un activo defensor de las medicinas tradicionales africanas para el tratamiento del sida, cáncer y tuberculosis. Para tal fin creó un fondo denominado Vulinda Trust para preservar el conocimiento tradicional para el uso de estas terapias tradicionales.
Vivió con su esposa Virginia en Kuruman, donde dirigió una clínica de cuidados paliativos.

## Libros
- 1964, Indaba. Mis hijos. ISBN 0-8021-3604-4
- 1996, África es mi testigo
- 2003, Chamán zulú: sueños, profecías y misterios. ISBN 0-89281-129-3
- 2000, Canciones de las estrellas. ISBN 1-886449-01-5